# Guillermo Mota
Pour les articles homonymes, voir Mota.
Guillermo Mota (né le 25 juillet 1973 à San Pedro de Macorís, République dominicaine) est un lanceur de relève droitier qui joue dans les Ligues majeures de baseball de 1999 à 2012.
Mota a fait partie des équipes des Giants de San Francisco championnes de la Série mondiale 2010 et de la Série mondiale 2012.

## Biographie

### Expos de Montréal
Guillermo Mota signe son premier contrat professionnel en 1990 avec les Mets de New York, alors qu'il n'a que 17 ans. Son contrat est éventuellement récupéré par les Expos de Montréal en décembre 1996.
Il commence sa carrière en ligues mineures en 1997 dans la South Atlantic League avec les Crocs de Cape Fear et s'aligne par la suite avec les Hammerheads de Jupiter, les Senators de Harrisburg puis les Lynx d'Ottawa, au niveau AAA, qu'il atteint en 1999.
Mota fait ses débuts dans le baseball majeur avec Montréal le 2 mai 1999. Il joue une bonne première saison avec une moyenne de points mérités de 2,93 en 55 manches lancées lors de 51 sorties comme lanceur de relève.  Les deux saisons suivantes sont moins brillantes, avec des moyennes de 6,00 et 5,26 en 30 et 49,2 manches lancées, respectivement. 

### Dodgers de Los Angeles
Le 23 mars 2002, les Expos de Montréal échangent Guillermo Mota et le voltigeur Wilkin Ruan aux Dodgers de Los Angeles en retour du lanceur droitier Matt Herges. Mota effectue 43 sorties en relève en 2002, sa première saison chez les Dodgers, et sa moyenne de points mérités s'élève à 4,15 en 60 manches et deux tiers lancées.
En 2003, Mota est appelé au monticule dans 76 parties, chaque fois comme releveur. Au cours de cette saison où il travaille son plus grand nombre de manches (105), il présente sa meilleure moyenne de points mérités en carrière : seulement 1,97. Gagnant de 6 victoires contre 3 défaites, il enregistre en cours de saison son premier sauvetage dans les majeures et réussit 99 retraits sur des prises contre 26 buts-sur-balles alloués.
Il amorce 2004 avec Los Angeles et poursuit sur sa lancée de l'année précédente : après 52 parties, il a une moyenne de 2,14 en 63 manches, 8 victoires et 4 défaites. Le 30 juillet, les Dodgers procèdent à une importante transaction, cédant Mota, le voltigeur Juan Encarnación et le receveur Paul Lo Duca aux Marlins de la Floride en retour du lanceur droitier Brad Penny, du joueur de premier but Hee-Seop Choi et du lanceur gaucher Bill Murphy.

### Marlins de la Floride
Mota complète 2004 à Miami avec les Marlins, mais éprouve plus de difficulté en fin de saison avec une moyenne de 4,81 points mérités accordés par partie. Il perd quatre de ses cinq décisions. Il termine l'année avec une fiche victoires-défaites de 9-8, quatre sauvetages et une moyenne de 3,07 en 96 manches et deux tiers lancées au total pour les Dodgers et les Marlins. Avec 78 apparitions en relève, la saison 2004 est celle où il a joué le plus grand nombre de matchs.
Il joue en Floride jusqu'à la fin de la saison 2005. Le 24 novembre 2005, Mota fait partie des 7 joueurs impliqués dans une importante transaction entre les Marlins et les Red Sox de Boston. Le club de Miami cède son releveur ainsi que le lanceur partant droitier Josh Beckett et le joueur de troisième but Mike Lowell aux Red Sox, en retour de l'arrêt-court Hanley Ramirez et des lanceurs droitiers Aníbal Sánchez, Jesús Delgado et Harvey García. Mota ne joue cependant pas pour Boston puisque plus tard durant l'entre-saison, le 27 janvier 2006, il passe aux Indians de Cleveland avec le receveur Kelly Shoppach et le troisième but Andy Marté, pendant que Cleveland envoie à Boston le voltigeur Coco Crisp, le receveur Josh Bard et le lanceur droitier David Riske.

### Indians de Cleveland
La saison 2006 commence mal pour Mota à Cleveland. En 34 parties et 37 manches et deux tiers lancées, sa moyenne de points mérités s'élève à 6,21. Le 20 août, il passe à un quatrième club en neuf mois alors que les Indians le transfèrent chez les Mets de New York.

### Mets de New York
Mota lance 18 manches en 18 parties avec les Mets, n'accordant que deux points mérités (résultat de deux circuits) pour terminer la saison régulière 2006. Il remporte aussi ses 3 décisions avec sa nouvelle équipe pour terminer l'année avec une fiche de 4-3 et une moyenne de 4,53 en 52 matchs et 55,2 manches lancées.
Il participe pour la première fois de sa carrière aux séries éliminatoires. Il reçoit le crédit de la victoire dans le premier match d'après-saison face à son ancien club, les Dodgers de Los Angeles, dans une Série de divisions que les Mets remportent. Il est appelé cinq fois au monticule dans la Série de championnat de la Ligue nationale, mais les Mets voient leur tentative d'atteindre la Série mondiale stoppé par les Cardinals de Saint-Louis.
En novembre 2006, Guillermo Mota, alors avec les Mets de New York, est suspendu pour 50 matchs pour usage de stéroïdes. Il purge cette suspension durant les 50 premiers matchs de la saison 2007. Il revient avec les Mets, cependant, pour 52 parties et boucle la campagne avec une moyenne de points mérités de 5,76 en 59 manches et un tiers. 

### Brewers de Milwaukee
Le 20 novembre 2007, les Mets de New York échangent Mota aux Brewers de Milwaukee pour le receveur Johnny Estrada.
Le releveur droitier effectue 58 sorties pour sa nouvelle équipe et affiche une moyenne de points mérités de 4,11 en 57 manches de travail au monticule. Il remporte 5 victoires contre 6 défaites et obtient un sauvetage. Les Brewers se faufilent en séries éliminatoires pour la première fois en 26 saisons, et Mota effectue deux sorties, accordant un point et quatre coups sûrs en quatre manches et un tiers lancées dans la Série de division que Milwaukee perd contre les futurs champions du monde, les Phillies de Philadelphie.

### Retour chez les Dodgers
Devenu agent libre, Mota retourne chez les Dodgers de Los Angeles pour une saison. Il abaisse sa moyenne de points mérités à 3,44 en 65,1 manches lancées et 61 parties jouées en 2009.

### Giants de San Francisco
Guillermo Mota est mis sous contrat par les Giants de San Francisco le 2 février 2010. Laissé de côté dans les deux premières séries éliminatoires que dispute l'équipe après avoir gagné le championnat de la division Ouest de la Ligue nationale, il fait deux apparitions en relève dans la Série mondiale 2010, n'accordant qu'un coup sûr et aucun point en deux manches et un tiers au monticule. Il savoure la conquête du titre avec les Giants.
Le 7 mai 2012, Mota est suspendu pour 100 matchs par la Ligue majeure de baseball pour avoir testé positif au Clenbuterol, une substance interdite. Il est le troisième joueur de la MLB à être suspendu deux fois pour dopage et à recevoir une suspension de 100 parties, après Manny Ramírez et Eliézer Alfonzo. Réintégré dans l'équipe en août, il termine la saison avec une moyenne de points mérités de 5,23 en 20 manches et deux tiers lancées, et une défaite en 26 parties jouées. Il accorde 4 points en une manche et deux tiers lancées dans les séries éliminatoires mais remporte la Série mondiale 2012 avec San Francisco.

### Palmarès
Mota ne joue pour aucun club professionnel en 2013.
Le 16 janvier 2014, le lanceur maintenant âgé de 40 ans signe un contrat des ligues mineures avec les Royals de Kansas City. Il n'effectue pas de retour dans les majeures et annonce le 2 mars 2014 sa retraite après 14 saisons. 
En 743 parties jouées dans le baseball majeur, toutes comme lanceur de relève, Guillermo Mota affiche une moyenne de points mérités de 3,94 en 856 manches et deux tiers lancées. Il compte 39 victoires, 45 défaites, 10 sauvetages, 696 retraits sur des prises contre 331 buts-sur-balles accordés. En 14 matchs éliminatoires et 14 manches lancées, sa moyenne est à 6,43 avec une victoire et 10 retraits sur des prises. Il n'a accordé qu'un coup sûr et aucun point en 2 manches et un tiers dans la seule Série mondiale dans laquelle il est entré en jeu, celle de l'automne 2010.